# Psyrassa castanea
Psyrassa castanea är en skalbaggsart som beskrevs av Bates 1880. Psyrassa castanea ingår i släktet Psyrassa och familjen långhorningar. Inga underarter finns listade i Catalogue of Life.